# ایدرین بنکس
ایدرین بنکس (انگلیسی: Adrian Banks؛ زادهٔ ۹ فوریهٔ ۱۹۸۶) بازیکن بسکتبال اهل ایالات متحده آمریکا است.